# The Professor (film)
 Profesorul  (în engleză The Professor) este un film american de comedie din 1919 produs, scris și regizat de Charlie Chaplin la Chaplin Studios pentru First National Pictures. În alte roluri interpretează actorii Albert Austin și Henry Bergman.
Cu toate acestea, filmul nu a fost niciodată lansat și nici măcar finalizat. Chaplin a abandonat producția după ce a terminat doar o scenă. Aceasta este inclusă în  Unknown Chaplin  și în lansarea Criterion Collection pe Blu-ray  a filmului Luminile rampei (Limelight).

## Prezentare
Filmul prezintă povestea profesorului Bosco, un magician, un artist de stradă sărac care călătorește cu un circ de purici dresați. Profesorul Bosco este numit astfel probabil în onoarea magicianului italian Bartolomeo Bosco. Profesorul ajunge la un han. Înainte de a se culca, își deschide valiza și începe să se joace cu puricii, într-un număr similar cu cel ce va apărea în Luminile rampei câțiva ani mai târziu (în 1952). După ce adoarme, un câine vagabond intră în dormitor, trântește cutia cu purici și începe să o zgârie. Între timp, purici ies din cameră și încep să muște alți clienți ai hanului, provocându-le mâncărimi. Apoi, Bosco se scoală și, realizând care este situația, încearcă să recupereze purici prin orice metodă...

## Distribuție
- Charlie Chaplin - Professor Bosco
- Albert Austin - Man in flophouse
- Henry Bergman - Bearded man in flophouse
- Loyal Underwood - Flophouse proprietor
- Tom Wilson - Man in flophouse
- Tom Wood - Fat man in flophouse